# Citroën Metropolis
La Citroën Metropolis est un concept car de grande berline tricorps dessiné par le designer Matthias Hossann, et réalisé par l'équipe chinoise de Citroën implantée à Shanghai.
La Metropolis est dévoilée à Pékin le 17 avril 2010 avant d'être exposée au salon de Pékin 2010. Elle restera ensuite derrière une vitrine dans le pavillon français de l'Expo 2010 à Shanghai pendant 5 mois, de mai à octobre 2010. Il faudra attendre le salon de Genève en mars 2011 pour la voir en Europe. Sa dernière apparition publique aura eu lieu à Chengdu en septembre 2012.
Contrairement aux autres concepts car de la marque, elle n'est pas exposée au Conservatoire Citroën. Si elle n'a pas été détruite, son lieu d'entreposage demeure inconnu à ce jour.

## Design et technique
La Citroën Metropolis n'existe que sous forme de maquette semi-pleine, c'est-à-dire qu'elle ne possède ni mécanique, ni habitacle en dessous du vitrage. Néanmoins, grâce à de rares photos de l'intérieur prises par des visiteurs, on peut deviner un dessin global dans un style proche du concept car Citroën Hypnos de 2008. Le volant est d'ailleurs identique.
À l'extérieur, la silhouette est tricorps. Elle est dotée de portes arrière antagonistes et d'une malle. La lunette arrière est concave, comme les Citroën CX, C5 et C6.
La calandre en forme de champignon est inédite, et arbore la trame DS bien que la Metropolis ne soit pas considérée comme appartenant à cette gamme, à l'instar du concept car Citroën Révolte de 2009 qui en reprend lui aussi certains éléments. Elle ne possède aucun badge vertical distinctif, notamment sur le capot, non plus.
Les custodes sont creusées par un long jonc chromé en forme de "C" illuminé par des feux de position, et terminé par une pastille gravée du logo Metropolis.
La police d'écriture du nom "Metropolis" est la même que celle utilisée pour la Citroën SM.
Théoriquement, la Citroën Metropolis est une hybride rechargeable, motorisée par un V6 2.0 272 ch essence accouplé à un moteur électrique de 70 kW (95 ch).
Elle mesure 5,30 m de long, 1,40 m de haut, et 2 m de large. L'empattement est de 3,15 m.

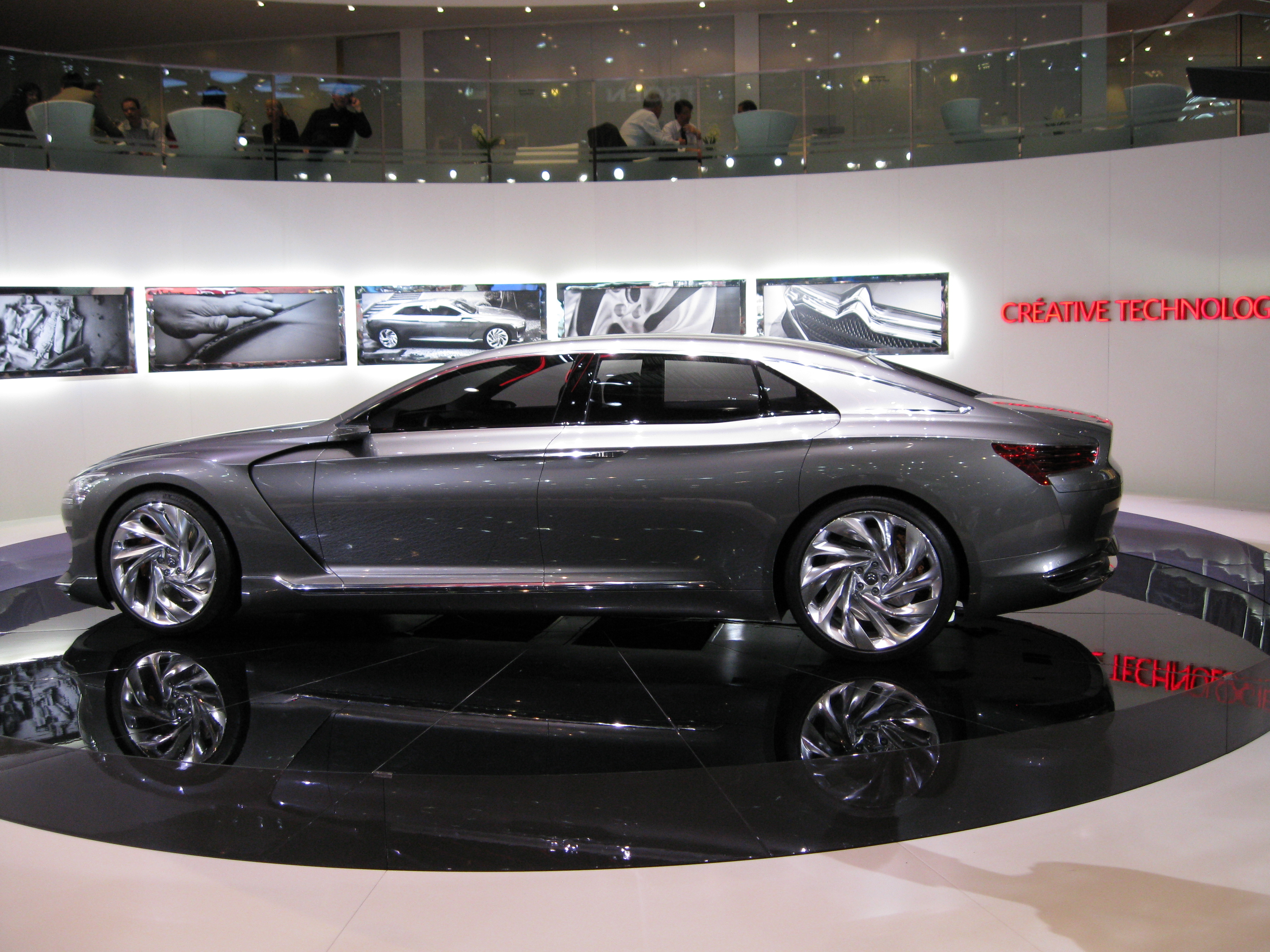
Citroën Metropolis